# 象限儀座

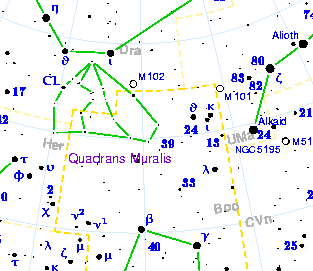
廢棄星座圖與現代星座的關係。

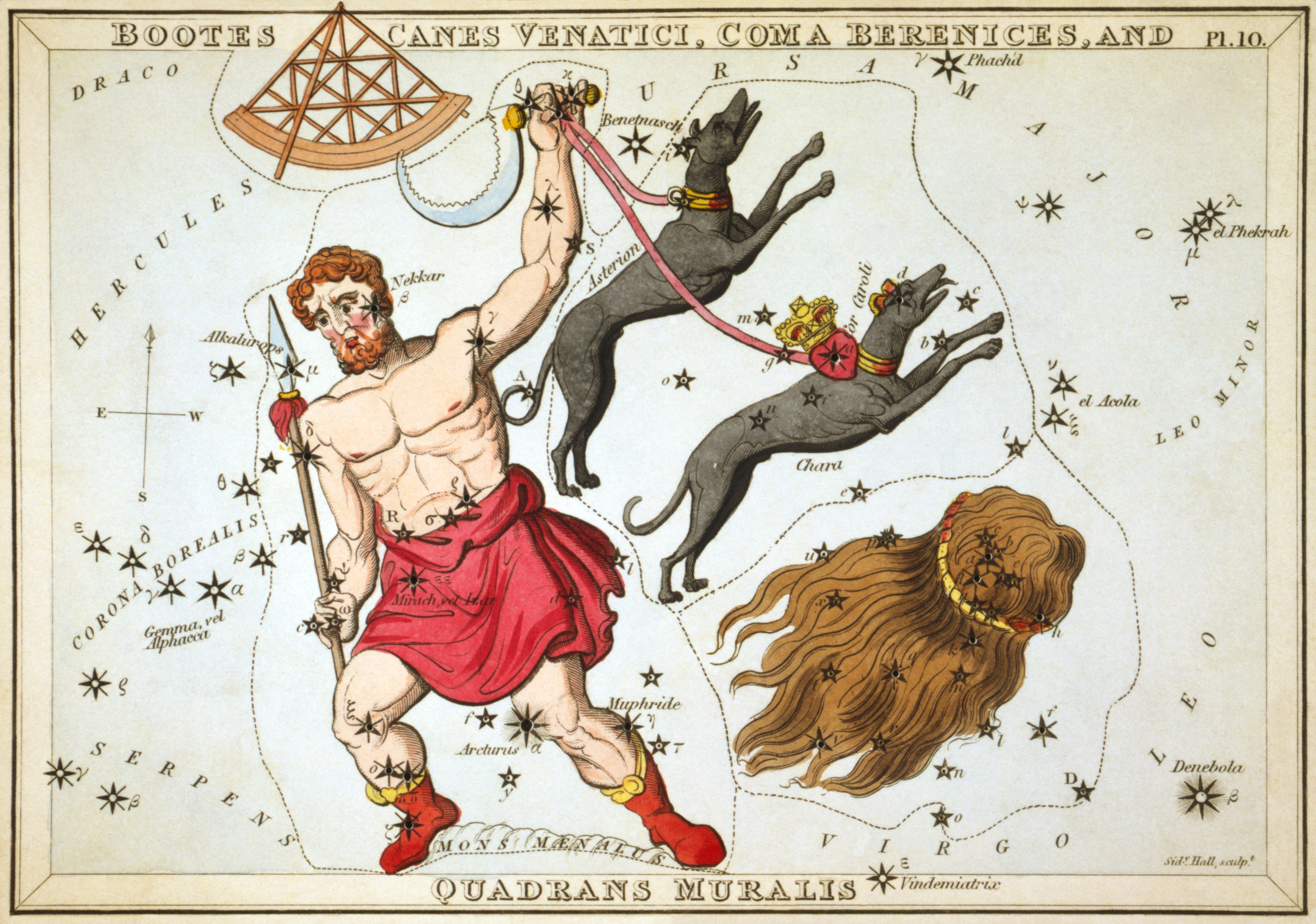
從這張1825年的星圖，「烏拉尼亞之鏡」的左上角，可以看到象限儀座。

象限儀座（拉丁語：mural quadrant）是法國天文學家熱羅姆·拉朗德於1795年創建的星座。它描繪了一個掛在牆上的四分儀（象限儀），他和他的侄子Michel Lefrançois de Lalande用它繪製了天球圖，並在法國地圖冊中被命名為《Le Mural 》。它位於牧夫座和天龍座之間，靠近大熊座的尾部，包含介於七公增七（牧夫座β）和搖光（大熊座η）之間的恆星。
約翰·波德將其名稱改為拉丁語： Quadrans Muralis，並在1801年的《Uranographia》星圖中將星座縮小了一點，以避免與鄰近的星座發生衝突。
在1922年，在國際天文學聯合會正式確定其官方認可的星座清單時，廢棄了象限儀座。

## 顯著特點
- 變星牧夫座BP是該星座的一員。
- 天槍增三（牧夫座39）是由拉蘭德轉移到象限儀座的雙星[5]。
- 象限儀座流星雨仍然以這個廢棄的星座命名。